# Merlin (marinărie)
Merlinul este o parâmă subțire de 3...5 mm, vegetală sau sintetică, alcătuită din două șuvițe răsucite spre stânga, împletite între ele, care se folosește la înfășurări și patronări.

Merlinul de sârmă este un fir maleabil din oțel folosit la patronarea parâmelor din metal.